# Fédération Aéronautique Internationale
Fédération Aéronautique Internationale (FAI) är en internationell organisation vars främsta syfte är att främja aeronautisk och astronautisk verksamhet. FAI leds av en ordförande som, 2010 - 2016 var svensken John Grubbström.
Organisationen bildades den 15 oktober 1905 i Paris av representanter för flygorganisationer från Belgien, Frankrike, Italien, Tyskland, Spanien, Storbritannien, Schweiz och USA. I dag uppgår medlemsantalet till drygt 90 nationella flygsportorganisationer, fördelade över hela världen. Endast en flygsportorganisation från varje land kan accepteras som medlem i FAI och Sverige representeras av Svenska Flygsportförbundet. Från bildandet fram till 2000 var organisationens högkvarter beläget i Paris men är numera beläget i Lausanne, Schweiz.
Under åren har FAI noterat över 12 500 olika flygrekord. En av FAI:s roller är att fastställa regler för rekordslagning och att kontrollera och godkänna genomförda rekordflygningar.
FAI främsta uppgift är att vara huvudman för de internationella tävlingarna i flygsport, samt låta tillverka de medaljer som delas ut vid dessa tävlingar. Under ett år genomförs ett 30-tal världsmästerskap och kontinentmästerskap i olika flygsportgrenar.
FAI delar även ut medaljer och diplom för genomförda bedrifter. Bland medaljerna märks FAI flygmedalj i guld, Lilienthalmedaljen, Louis Blériot-medaljen, Sabiha Gökçen-medaljen och De La Vaulx-medaljen.